# Modern védelem (sakk)
 Ez a cikk a sakkjátszmák algebrai lejegyzését alkalmazza.
|    | |    |    |    |    |    |    |
|    | \| \| \| \| \| \| \| \| \| \| \| \| \| \| \| \| \| \| \| \| \| \| \| \| \| \| \| \| \| \| \| \| \| \| \| \| \| \| \| \| \| \| \| \| \| \| \| \| \| \| \| \| \| \| \| \| \| \| \| \| \| \| \| \| \| \| \| \| \| \| \| \| |    |    |    |    |    |    |
|    | |    |    |    |    |    |    |
| a8 | b8 | c8 | d8 | e8 | f8 | g8 | h8 |
| a7 | b7 | c7 | d7 | e7 | f7 | g7 | h7 |
| a6 | b6 | c6 | d6 | e6 | f6 | g6 | h6 |
| a5 | b5 | c5 | d5 | e5 | f5 | g5 | h5 |
| a4 | b4 | c4 | d4 | e4 | f4 | g4 | h4 |
| a3 | b3 | c3 | d3 | e3 | f3 | g3 | h3 |
| a2 | b2 | c2 | d2 | e2 | f2 | g2 | h2 |
| a1 | b1 | c1 | d1 | e1 | f1 | g1 | h1 |

| a8 | b8 | c8 | d8 | e8 | f8 | g8 | h8 |
| a7 | b7 | c7 | d7 | e7 | f7 | g7 | h7 |
| a6 | b6 | c6 | d6 | e6 | f6 | g6 | h6 |
| a5 | b5 | c5 | d5 | e5 | f5 | g5 | h5 |
| a4 | b4 | c4 | d4 | e4 | f4 | g4 | h4 |
| a3 | b3 | c3 | d3 | e3 | f3 | g3 | h3 |
| a2 | b2 | c2 | d2 | e2 | f2 | g2 | h2 |
| a1 | b1 | c1 | d1 | e1 | f1 | g1 | h1 |

A Robatsch-védelem vagy modern védelem Karl Robatsch (1929–2000) osztrák sakkmester és botanikus ötlete alapján került be a sakk világába. Népszerűsítéséhez nagyban hozzájárult két nagy-britanniai sakkmester, Nigel Davies angol és Colin McNab skót nagymesterek.
A modern védelem valósággal berobbant a huszadik század második felének sakkgyakorlatába, és megújította a megnyitásokról alkotott képet. Sötét játékának a lényege, hogy meghúzza d6-ot, szárnyra fejleszti királyfutóját, de nem feltétlenül húzza meg Hf6-ot, nem megy át a Pirc-védelembe. A Sakkmegnyitások enciklopédiája a B06 kódon tartja nyilván a Robatsch-védelmet mint a félig nyílt megnyitások modern változatát, elkülönítetten a Pirc-védelem változataitól, amelyeket a B07–B09 kategóriákba sorol. Ez a stratégia voltaképpen hipermodern eszmét valósít meg, a centrum megfigyelését, mondhatni: közvetett védelmét.
Érdekes megnyitás, amelyben sötét megengedi világosnak, hogy gyalogjaival elfoglalja a centrumot, melyet állandó megfigyelés alatt tart, majd egy jól előkészített támadással vissza is szerezi azt, amennyiben világos nem akadályozza meg ebben.

## A főváltozat
A Robatsch által bevezetett főváltozat kezdő lépései a következők: 1.e4, g6 2.d4, Fg7.
Ez a modern védelem kezdőállása, amelynek két alváltozata:
- 3.Hc3, d6 4.f4, c6 5.Hf3, Fg4
- 3.c4 (amely egyben átváltás a vezérgyalog-játékba, a Sakkmegnyitások enciklopédiájában az A40 kódon nyilvántartott megnyitásba) d6 4.Hc3, Hc6 5.Fe3, e5 6.d5, He7. Ebben az állásban 7.g4 lépés után a folytatás 7. ..., f5 8.gxf5, gxf5 9.Vh5+, Hg6 10.exf5, Vh4 11.Vxh4, Hxh4 12.Hb5, Kd8.

## Fischer javaslata
Bobby Fischer véleménye szerint a modern védelem a következő módon kell hogy induljon: 1.e4, g6 2.d4, Fg7 3.h4! A h4 lépés révén fenyeget a sötét királyállás elleni h4–h5 lépéssel, amely után hxg6 következhet a királyállás felszakításával fxg6 esetén, vagy a h-vonal megnyitásával hxg6 során. A gxh5 lépés még inkább gyengíti a sötét királyállást.

## Averbah rendszere
A modern védelem Jurij Averbah által kidolgozott rendszerét a Sakkmegnyitások enciklopédiája az A42 kód alatt tárgyalja. A nyitólépések cseréje révén kétféle úton érhető el az Averbah-rendszer alapállása:
1.e4 g6 2.d4 Fg7 3.c4 d6 4.Hc3
1.d4 g6 2.c4 Fg7 3.Hc3 d6 4.e4
Ebben az állásban sötét 4...Hf6, 4...Hc6, 4...e5, valamint 4...Hd7 lépésekkel folytathatja. A 4...Hf6 lépés a királyindiai védelembe visz át, ahol világos választhat az 5.Hf3, 5.f3, 5.Fe2, 5.f4 és más változatok közül.

## Ritka változatai

### A „majomfenék”-védekezés
A modern védelem alkalmazása néhány játszmában agresszív támadásra ösztönözte a világossal játszó versenyzőt.
Az 1.e4, g6 2.Fc4, Fg7 3.Vf3 lépések után világos azonnali mattal fenyeget f7-en, és ez ellen sötét például 3...e6-tal védekezhet. A majomfenék-állás vagy majomfenék-védekezés főváltozata az ezt követő 4. d4 Fxd4 5. He2 Fg7 6. Hbc3 lépések után áll elő.
A megnyitás Nigel Povah sakkmester ötlete volt, melyet Keene és Botterill 1970-ben megjelentettek a Modern megnyitások című szakkönyvükben.
Eredeti változatában, Ljubojevic és Keene (Palma de Mallorca, 1971) játszmájában a következő módon alakult a megnyitás:
- 1.e4 g6 2.d4 d6 3.Fc4 Fg7 4.f4 Hf6

Ljubojevic a harmadik lépésben Fc4-et lépett és nem 3.Vf3-at, ahogyan azt Pohav lépte, de mindenek ellenére Keen barátai a Leeds egyetemről ezt a felállást a sakktáblán  elnevezték „majomfenék”-állásnak. Az állás közben védekezéssé fejlődött, melyet a sakk nagymesterei is néha elővesznek tarsolyukból. 1995-ben például Polgár Judit ezzel a megnyitással lepte meg és győzte le egy rövid játszmában Alekszej Sirovot:
Polgár–Sirov, Donner-emlékverseny (Amszterdam, 1995)
1.e4 g6 2.d4 Fg7 3.Hc3 c6 4.Fc4 d6 5.Vf3 e6 6.Hge2 b5 7.Fb3 a5 8.a3 Fa6 9.d5 cxd5 10.exd5 e5 11.He4 Vc7 12.c4 bxc4 13.Fa4+ Hd7 14.H2c3 Ke7 15.Hxd6 Vxd6 16.He4 Vxd5 17.Fg5+ Hdf6 18.Bd1 Vb7 19.Bd7+ Vxd7 20.Fxd7 h6 21.Vd1 1–0

### A hippopotamus-védelem
A hippopotamus-védelem lényege, hogy sötét a 6. soron helyezi el a legtöbb gyalogját, és tisztjeit ezek mögé a 7. sorra fejleszti. Ennek extrém változata fordult elő a Nyezsmetgyinov–Újtelky-játszmában (Csigorin-emlékverseny, Szocsi, 1964), ahol a 18. lépés után sötét összes gyalogja a 6. soron állt.

### Norvég védelem
A norvég védelem vagy más néven Északi-tengeri-védelem az
1.e4 g6 2.d4 Hf6 3.e5 Hh5 lépések után áll elő. Ha most világos 4.g4 lépéssel folytatja, akkor Hg7 következhet.
A 3.e5 helyett 3.Hc3 lépés esetén sötét a 3. ..., d5 lépéssel áttérhet a Pirc-védelembe.

## Egy klasszikus példajátszma
Az alábbi játszmában a Robatsch-védelem atyja, Karl Robatsch játszik sötéttel a világos bábukat vezető Ossip Bernstein ellen 1954-ben Amszterdamban: 
1.e4 g6 2.d4 Fg7 3.Hc3 d6 4.Fe3 Hc6 5.Fb5 Fd7 6.Vd2 e5 7.Fxc6 Fxc6 8.O-O-O exd4 9.Fxd4 Hf6 10.Hd5 Fxd5 11.exd5 O-O 12.He2 c5 13.dxc6 bxc6 14.Vc3 c5 15.Fxf6 Fxf6 16.Vc4 Bb8 17.c3 Vb6 18.Bd2 d5 19.Vd3 Fg5 20.f4 Fe7 21.Bhd1 c4 22.Vxd5 Fa3 23.Vxc4 Fxb2+ 24.Kc2 Fa3 25.Va4 Vc5 26.Hd4 Bfc8 27.Kd3 Vxc3+ 28.Ke2 Fc1 29.Bd3 Vb2+ 30.Kf1 Fxf4 31.Hf3 Fc7 32.B3d2 Vf6 33.Kg1 Bb2 34.Bxb2, Vxb2 35.Kh1 Fb6 36.h4 Vc2 37.Vd7 Bd8 (és a vezért fel kell áldozni a bástyáért és futóért) 38.Vxd8+ Fxd8 39.Bxd8+ Kg7 (következik a vezér harca a bástya és huszár ellen) 40.Bd2 Vc1+ 41.Kh2 a5 42.a4 h6 43.Bd4 g5 44.hxg5 hxg5 45.g4 Vc2+ 46.Kg3 f6 47.Hd2 Kh6 48.Hf3 Kg6 49.Hh2 Kf7 50.Hf3 Ke6 51.Hh2 Vc3+ 52.Hf3 Ve3 53.Kg2 Ve2+ 54.Kg3 Vb2 55.Bd2 Vb8+ 56.Kg2 Kf7 57.Bd4 Kg6 58.Be4 Vc7 59.Bd4 Vc3 60.Kg3 Vc2 61.Hd2 Vc7+ 62.Kg2 f5 63.gxf5+ Kxf5 64.Hf1 Vc2+ 65.Kh3 Ke5 66. Bg4 Vh7+ 67.Kg2 Vb7+ 68.Kf2 Vf7+ 69.Kg2 Kf5 70.He3+ Kg6 71.Bc4 Kh5 72.Kg3 Vf6 73.Be4 Vb2 74.Bc4 Ve2 75.Be4 Ve1+ 76.Kg2 Kg6 77.Be6+ Kf7 78.Be4 Kf8 79.Kf3 Vh1+ 80.Hg2 Vf1+ 81.Kg3 Vd3+ 82.Be3 Vd4 83.Bf3+ Ke7 84.Bf5 Vxa4 85. Bxg5, Vb3+ és világos feladta a játszmát.